# آیشنبرگ، اتریش
آیشنبرگ  (به آلمانی: Eichenberg) یک منطقهٔ مسکونی در اتریش است که در ناحیه برگنتس واقع شده‌است. آیشنبرگ  ۱۱٫۵۹ کیلومتر مربع مساحت دارد ۷۹۰–۸۹۰ متر بالاتر از سطح دریا واقع شده‌است.